# Flickschuteich
Der Flickschuteich ist ein Teich in der Stadt Burg (bei Magdeburg) in Sachsen-Anhalt.
Er befindet sich im westlichen Teil des Flickschuparks, östlich der Burger Altstadt, südlich des Laufs der Ihle.
Der Teich entstand im Rahmen der durch Albertine Flickschu gestifteten Anlage des Flickschuparks in der Zeit ab 1912. Die Anlage eines Teichs hatte die Stifterin angeordnet, um der Jugend das Schlittschuhlaufen zu ermöglichen. Die Planung der Anlage erfolgte durch den Gartenarchitekten Hans Schmidt.
Der Teich hat in West-östlicher Richtung eine Länge von etwa 180 Metern bei einer Breite von bis zu 80 Metern. Im südlichen Teil des Flickschuteichs besteht nahe am südlichen Ufer eine Insel. Ursprüngliche Planungen eine Brücke zur Insel zu schlagen wurden unter Kostengesichtspunkten nicht umgesetzt.
Der Flickschuteich gehört zum Gelände der Landesgartenschau Burg (bei Magdeburg) 2018.